# ゆのはな
『ゆのはな』は2005年3月25日にPULLTOPより発売された18禁恋愛アドベンチャーゲームである。

## 概要
「賽銭おねだりADV」という名称を持ち、アルバイトで賽銭を稼ぎつつ、アルバイト先の少女と恋愛を深めていくという、ユニークな設定である。
キャッチコピーは「ものがたりの季節は、冬」。
また英語でのサブタイトルは“A heart-warming fairy tale of winter”。訳すと「心暖まる、冬のおとぎ話」となる。その名の通り、泣きゲーの要素も十分に併せ持った「心と肌のふれ合いにより、人の温かさを感じるストーリー」のゲームとなっている。
2005年12月現在、初回予約限定「大吉パック」はほぼ完売。通常版のみ販売中。
2005年6月には、各種CG画などをおさめた「ビジュアルファンブック」が一迅社より発売された。
さらに、2005年7月には、小説も発売されている。
また、ドラマCDも2巻が発売されている。

## 歴史
- 2004年6月頃 - PULLTOP内にて「ゆのはな」企画始動。
- 2004年10月頃 - 2005年2月25日に「ゆのはな」発売予定と発表。
- 2004年12月頃 - 主要パソコンゲーム雑誌に紹介記事が掲載される。
- 2005年1月14日 - 発売日を2005年3月25日に延期。
- 2005年2月6日 - 応援バナーキャンペーン開始
- 2005年3月25日 - Windows用アダルトゲームとして発売。DVD-ROM版のみ、豪華特典つき限定版「大吉パック」と、通常版が同時に発売。
- 2005年4月8日 - キャラクター人気投票開始。
- 2005年4月25日 - キャラクター人気投票終了。
- 2005年4月27日 - 応援バナーキャンペーン終了。
- 2005年6月30日 - ビジュアルファンブック発売。
- 2005年7月9日 - ドラマCD vol.1「ゆのはな町のいちばんながいひ。」発売。
- 2005年8月12日 - ドラマCD vol.2「われらゆのはな振興委員会」コミックマーケット68にて先行販売。2005年8月15日、ドラマCD vol.2「われらゆのはな振興委員会」一般発売。

## ストーリー
冬休み、愛用のギターとともにバイク旅行に出かけた大学生の草津拓也（くさつ たくや）は、とある田舎町「ゆのはな町」を通り過ぎようとした時、飛び出して来た猫を避けようとして、道ばたの古びた小さい祠にバイクごと突っ込み、気絶してしまった。
激しい痛みとともに気がつく拓也。バイクは大破し、その部品らしきものが身体に突き刺さり大量出血。死はまぬがれないと思っていた時、倒れている自分を中空に浮かんで見下ろす、変わった衣装をまとった小さな少女に気づく。
その少女は、この土地の守り神「ゆのは」と名乗り、神の力を使って拓也の身体を修復、治療することができると言う。
命を救ってもらい、また壊した祠の修理代として、ゆのはから多額の現金を要求される拓也。払えなければ拓也の身体は修復がキャンセルされてバラバラに、そして祠が修理されなければ、ゆのはの神力が暴走し、ゆのはな町はこの冬の間に深い雪に埋もれ、滅びてしまうという。
ほとんど脅迫のような形でゆのはに要求された金額を稼ぐため、拓也はゆのはな町で銭湯「華の湯」を経営する伊東家に居候させてもらいながら、商店街の店でアルバイトに精を出すことになる。個性的で心優しき人々が住まう、ゆのはな町で……。

## 登場人物
草津 拓也（くさつ たくや）
声 - ヘルシー太郎（ドラマCD版）
主人公（プレイヤーキャラクター）。東京生まれ。育ちは親が転勤族の為、地方を転々とする。長谷田大学人文学部の2年生。東京では南青山のマンションではなく、早稲田の木造アパート住まい。
両親はアルゼンチンにいるらしい。
頭はあまりよくない。自称ラテン系の明るくやや脳天気な性格だが、責任感と根性は十分にある。かなり涙もろい。
心底お詫びする時は、土下座ではなく五体投地をする。
大学では歴史学を専攻し、いつか中南米の遺跡巡り、特にメキシコに行きたいと思っている。
白いギター「テスカトリポカ」を背負い、愛用のバイク「クワゥテモック」に乗り、あちこちへと気ままな旅行をしている途中、ゆのはな町を通りかかった。
事故の後、かなりスプラッタな状態だったが、ゆのはの神力で大まかに回復の上、健常人に見せかけていた。また、この回復の際にゆのはと強い結びつきができてしまい、必要な金額を集めて完全に回復するまでゆのはな町から出られなくなったため、ゆのはな町内でアルバイトせざるを得なくなった。
ゆのは
声 - 七原ことみ
ゆのはな町の土地神。実は約千年前に、激しい吹雪の中で幼くして両親を含む一族もろとも斬殺された「ゆのは姫」の魂が、自らのすさまじい恨みを抑えるために成仏できないまま、地元民に土地神として崇め奉られてきたもの。
自らが守護するゆのはな町と、その町民を心から愛している。
守護力が及ぶのは、ゆのはな町の地上部付近のみで、地下深くや空中高くは管轄外らしい。
ゆのはな町の町民には拓也の妹と名乗り、両親が多額の借金を抱えて返済のため佐渡金山で働いている間、身を隠しつつ少しでも金を稼ぐ兄妹、という話を捏造し信じさせる。
約60年前にも、拓也の一件のように祠が大破する事故があり、同様に祠を壊した人物の妹として、人々に姿を見せたことがある。
水色の長い髪。左右で一部を三つ編みにして、さらに黄色のリボンで丸くまとめた独特の髪型をしている。瞳は赤みを帯びた黒。青系の袴をはき、白い上着を黄色い帯で止めた、巫女のような服装をしている。イメージカラーは水色。
霊感のない者には、普通の服装の少女に見える。
長い髪を自由に動かし、攻撃することができる。
「冬をつかさどる」と自称し、雪にも深い縁があるのに、寒いのがとても苦手。お風呂やこたつが大好き。
一見かわいらしいが、その実は舌先三寸の三文芝居で善男善女をだまして金銭や物品を巻き上げる「守銭奴」。また、非常に大食漢。
好物はアイスクリーム。白摘茶房のイチゴパフェも大好物。しかし、ニンジンが大の苦手で「馬の食物」呼ばわりする。また、みかんの皮むきが下手。
寝相が悪い。隣に寝ている拓也の顔を蹴って起こすこともしばしば。
拓也が稼いだアルバイト代は、どこからともなく取り出す巨大な賽銭箱形の貯金箱に「神の名において」容赦なく吸い込む。
昼間は公民館や伊東家でテレビを視ていることが多く、妙な知識を得たりしている。
祠の修理が達成され、姿を消す時には、かかわった人々の記憶から自分の存在を消す。
攻略対象キャラクターだが、ゆのはを攻略するためには、まず他の攻略対象キャラクター全員を攻略しておく必要がある。
伊東 わかば（いとう わかば）
声 - 生田香織
拓也とゆのはが居候する伊東家の娘。祖母のみつ枝と2人暮らしで、銭湯「華の湯」を営む。
両親はゆのはな町を出たまま、いまだ帰らない。父は世界中を旅する写真家で、母はその写真にコピーをつけている。
少し抜けたところがあり、とても優しいが感情は豊か。特に、明るく無邪気な笑顔は印象的。拓也とゆのはの偽兄妹をまったく疑うことなく受け入れた。一般人とは少しずれた感性を持っている。
明るいキャラメル色のショートヘアー。かすかに赤みを帯びた黒い瞳。スレンダーな身体。椿曰く、胸は「今の時点でもすでに私より巨大」。おしゃれな一面があり、ゲーム中ではさまざまなファッションを披露する。イメージカラーはオレンジ。
趣味は絵本づくり。かなり前に、穂波に手製の絵本をプレゼントしている。ゆのはな商店街のマスコットキャラクターのデザインもした。
料理の腕はみつ枝ゆずりで上手い。
攻略対象キャラクターの1人。キャラクターの性格上、比較的あっさりとしたシナリオである。
小説版でのヒロイン。
高尾 椿（たかお つばき）
声 - 一色ヒカル
華の湯の向かいの酒屋、高尾酒店の看板娘。祖父の渋蔵、父の祐司と3人暮らし。母は亡くしている。
男勝りで、さっぱりした性格の「姐さん」。個性的なキャラクターが多いゆのはな町では常識人的な位置付けである。
ピンク色のロングヘアー。後ろで高く巻き上げてまとめている。やや赤紫色を帯びた黒い瞳。ウエストが締まり、小ぶりだが形の良いバストとしっかりしたヒップのモデル体型。黒系の服を着ることが多く、たいてい赤いペンダントをつけている。イメージカラーはピンク。
サンダルを愛用し、よく尚樹へのツッコミに使っている。
酒屋の看板娘ながら、酒にはあまり強くない。
実は、常識外れな出版部数を誇る売れっ子ライトノベル作家でもある。ペンネームは琴姫みのり（ことひめ みのり）。
徹夜が続くと、ハイになった上、語尾に「にゃあ」がつくようになる。
攻略対象キャラクターの1人。さっぱりした性格の裏側に悩みを持っているため、若干重めのシナリオとなっている。
桂沢 穂波（かつらざわ ほなみ）
声 - 木葉楓
母・榛名と2人暮らしで、喫茶「白摘茶房」（しろつめさぼう）を榛名とともに切り盛りする。父・陽一郎は5年前に亡くなった。
オカルトが大好きな少女で、霊感もある。表情はあまり豊かではない。いろいろと「研究・実験」をするのが好き。ピーマンが苦手。
青いショートヘアー。やや青紫色を帯びた黒い瞳。おでこが広め。非常にほっそりした体型で、胸もかなり薄め。白いブラウスにブルーのロングスカートの、白摘茶房の制服姿でいることが多い。イメージカラーはブルー。
料理はあまり上手くなかったが、榛名に教わったり自分で勉強したりして向上を図っている。
拓也の身体の状態を見破り「ゾンビ」呼ばわりした上、ゆのはを「ゾンビマスター」「死霊呪術師」などと呼んだ。
語尾に「～のです」とつける癖がある。慌てると転ぶなど、少しドジなところもある。
専用の白いノートパソコンを持っていて、インターネットで様々な情報を得ている。また、テレビもこのパソコンで見ている。
外出時にはポラロイドカメラを持ち歩き、心霊写真を撮影するのが趣味。よく撮れたものは「特選心霊写真ベスト6」として、6枚を自室のコルクボードに飾っている。
椿や由真には「ほなみん」と呼ばれている。また穂波シナリオに進んだ場合、ゆのはから「ほなにー」という愛称をつけられるが、穂波はこれをとても嫌っている。
攻略対象キャラクターの1人。攻略対象とした場合、ゆのはとのかかわりが非常に大きい特別な設定がプラスされ、ゆのはを除く他の2人とはかなり異なるシナリオとなっている（これは担当シナリオライターの相違によるところもある）。穂波シナリオに入ると、それまで見せなかった表情を見せるようになる。
宇奈月 由真（うなづき ゆま）
声 - 福島梨亜
「ゆのはな町の暴れ牛」とまで言われる怪力少女。態度は誰に対しても高飛車、そして屈強な男もたじたじの体力を誇る。決め台詞は「鉄の悪魔を叩いて砕く、アタシがやらねば誰がやる」である。
ウェーブのかかった、オレンジブラウンのセミロングヘアー。やや赤みを帯びた黒い瞳。赤いストライプのセーターを愛用し、外出時はキャメル色のコートを羽織る。胸は巨乳というほどではないがかなり大きめ。
ゆのはな町を拓いた宇奈月氏の直系。そのため、町の人々とは距離を置かれることが多い。また、穂波の家の桂沢は宇奈月氏の分家筋に当たり、穂波とは遠い血縁関係がある。
祖父はバブル時代の町長で、町役場や公民館を建て直した。
わかばとはクラスメイトで、わかばが屈託なくつきあってくれたため大親友となっているが、由真はそれを通り越して愛情を持っている。それはちょっとしたきっかけで激しい妄想として発揮され、聞く者を困惑させる。もちろん、わかばと親しくしようとする者は、由真の激しい攻撃を食らうことになる。
椿にいつも「まゆ」と呼ばれては「まゆって呼ぶなぁー!」と返すのがお決まり。
ゆのはとは仲が悪く、ゆのはを「チビ子」と呼び、ゆのはには「山猿」と呼ばれている。
料理は苦手なのに、食事処たがみでアルバイトをしている。
拓也は、伊東家に居候している（わかばと一つ屋根の下にいる）というだけで敵視しており、本名では呼ばずに「居候」と呼ぶ。
攻略対象キャラクターではないが、企画の初期では攻略対象であった。
桂沢 榛名（かつらざわ はるな）
声 - 楠鈴音
穂波の母。おっとりした巨乳美人で、眼鏡をかけている。
腰まで届く、青いロングヘアー。やや青紫色を帯びた黒い瞳。サーモンピンクのセーターとロングスカートを愛用。
見かけはのんびりとしているが、母親としてはしっかりしており、今も穂波を叱る時は「お尻ぺんぺん」（状況により「お尻ばしんばしん」、さらに「お尻ギャリギャリ」にパワーアップ）をすることがある。
喫茶・白摘茶房の店長。店では、自分を「マスター」と呼ばせる。
料理の腕前はすばらしく、白摘茶房の人気を支えている。
「温かいジョーク」が好き。その打率は、4割ほど。
身体はあまり強くなく、どちらかというと病弱。
椿の父・祐司と相思相愛で、夜にこっそりデートを重ねている。
攻略対象キャラクターではない。
高尾 渋蔵（たかお じゅうぞう）
声 - 棟方一志
椿の祖父。第二次大戦を経験しているという高齢にもかかわらず、商店街の会長を務め、ゆのはな町の治安にも目を光らせる。元気と漢気にあふれる「スーパージジィ」である。戦時中にB29を竹やりで撃墜したと公言している。
オールバックの白髪、眉やひげも白髪。口ひげは長めのカイゼルひげ、あごにも長いひげを生やしている。いつも細めの黒いサングラスをかけ、寒い雪の中でも着流し風の作務衣を愛用する。
日々、派手なバイクを駆っている。バイクのテクニックもかなりのもの。毎朝、白摘茶房で濃く熱いブラックコーシーを飲む。
かつては演歌歌手を目指したことがあり、シングルも三枚出した。芸名は「狂咲雷蔵」（くるいざき らいぞう）、デビュー曲は「俺の北斗七星」。
若い頃は、みつ枝に片想いをしていたらしい。
孫の椿をはじめ、特に女性には「しぶぞう」と呼ばれることが多い。
実は、もと板前。高尾家の食事のほとんどを作っている。
伊東 みつ枝（いとう みつえ）
声 - 茶谷やすら
わかばの祖母。年齢は渋蔵と同年代。ふっくらした温和な表情と、少々のことには動じない性格が魅力のおばあちゃん。何も知らないようで、実は全部知っている、というタイプ。渋蔵も、頭が上がらない。
白髪を日本髪に結い、いつも上品な和装をまとう。
猫のヘンリー3世と、のんびりお茶をすするのが好き。
料理の腕前はかなりのもの。
夫はアメリカ人のマイクだったが、約3年前に死別した。プロポーズは丘の上で、みつ枝からだった。何と言ったのかは秘密で、わかばも教えてもらっていない。
春日 尚樹（かすが なおき）
声 - 柴原遥
白摘茶房の隣、ゆのはな町唯一の電器店・春日デンキを営む、若い店主。
茶髪のショートヘアー。強度の近視で、いつも小ぶりの眼鏡をかけている。見かけは好青年。インドアタイプで体力はあまりない。
実は大変な艦船マニア。「それはそうと」といった言葉が出たら、延々とイタリア艦隊の話が続く。
華の湯の湯船に戦艦のプラモデルを多数浮かべて戦闘風景の再現をしたがっているが、わかばにいつも却下されている。
穂波をイベントへ連れ出して軍服を着せ、売り子の「提督たん」をさせるという野望を持っている。
ヘンリー三世
声 - 萌原ぷりん3せい
伊東家の飼い猫。白い牡猫で、赤い首輪をしている。名付けたのは、わかばの祖父。
榛名には「しろ」、尚樹には「パドリオ元帥」と呼ばれている。
ゆのはな町のボス猫。
朝は、新聞を読んだりテレビを視たりする。
草津兄妹の歓迎会では、ゆのはと鶏の唐揚げを奪い合った。また、お正月には由真とバトルを繰り広げる。
高尾 祐司（たかお ゆうじ）
椿の父。高尾酒店では唯一の普通自動車免許所持者で、トラックを運転して大量の配達などを担当しているが、腰を痛めていて店にはほとんど出られない。
穂波の母・榛名と相思相愛で、夜にこっそりデートを重ねている。
料理は下手。
伊東 薫子（いとう かおるこ）
みつ枝の祖母。華族の令嬢で、東京生まれの東京育ち。みつ枝の祖父（軍人だった）に舞踏会で見そめられ、ゆのはな町の伊東家に嫁いで来た。
華の湯の創始者。剛胆な人物で、当時悪たれ小僧だった渋蔵をよく折檻していたらしい。
「おばあちゃん」と呼ばれるのをとても嫌い、孫のみつ枝にも「薫子さん」と呼ばせていた。
遺言は、たった一言「気楽にやれやー」だった。
マイク・ラドクリフ
約60年前、第二次大戦末期にゆのはな町のはずれに墜落したB29の乗員の、唯一の生き残り。カリフォルニア出身のアメリカ人。
空中分解した機体から脱出したものの、パラシュートが半開きで墜落。偶然にも、ゆのはの祠を直撃、破壊した。
拓也と同様に、妹と自称する「ゆのは」と名乗る小さな少女を連れていたという。
日本が敗戦するまでの約1か月間、みつ枝の家にかくまわれて居候していた。その時は、真夏なのに雪がちらついたという。
終戦後に、みつ枝と結婚した。わかばの祖父に当たる人物。また、渋蔵とは恋敵ながらも大親友であった。
拓也がゆのはな町に滞在した冬の、約3年前に他界した。

## 舞台
ゆのはな町
拓也が冬の約1か月間を過ごす田舎町。冬場は毎年かなりの積雪があるが、拓也が滞在した期間は、かつてないほどの豪雪となった。
設定によれば、東北地方に存在するらしい。東京へ出るには、秋田を経由する。
鎌倉時代、奥州藤原氏に属した豪族・宇奈月氏が拓いたのが始まりと伝えられている。
町はずれを光川という川が流れている。昔は温泉が湧き、川沿いには多数の温泉旅館が立ち並んで繁盛していたが、江戸時代末期に温泉が涸れてしまい、明治時代以後、町はさびれてしまった。今は高齢者が多い、典型的な過疎の町となりつつある。
町の中心から川を渡った先には「湯ノ花神社」がある。
12月25日には昔から続く湯ノ花神社の鎮守祭があるため、町民はあまりクリスマスを祝う習慣がない。
鉄道の最寄駅は隣の光川町にあるが、かなり遠い。バス便があるが本数は少ない。かつて鉄道の支線を伸ばす計画があり、一部着工もしたが挫折し、その遺構が残っている。
唯一とも言える名物は、銘酒「猫だまし」。口当たりのよい吟醸酒である。
ゆのはな商店街
ゆのはな町で、最もにぎやかな一角。約100mほどの間に様々な店が並んでいるが、重複する業種の店はない。
拓也は、この中にある店を中心にアルバイトをする。
華の湯（はなのゆ）
わかばの家が経営する銭湯。昔ながらの、番台を境に男湯と女湯に分かれた構造。
浴場内には富士山の絵があり、その下には「湯上りの一杯」というコピーが書かれた高尾酒店の宣伝が貼られている。
裏手に、伊東家の自宅がある。銭湯部分とのつながりは、大変ややこしい。
拓也とゆのはが居候する部屋は、以前はわかばの祖父・マイクの私室であり、マイクの死後、拓也が訪れるまでの間、決して他の来訪者の宿泊用に使われることはなかった。床の間には、古い甲冑が飾られている。
高尾酒店（たかおさけてん）
椿の家が経営する酒屋。華の湯の真向かいにある。酒や飲料以外に、おつまみやアイスクリーム、調味料といった食料品なども扱っている。売り上げはあまり多くないようだが、ほぼ毎日のように配達はあるらしい。
店の外にはアイスクリームの冷凍ケースや飲料の自動販売機、銘酒「猫だまし」ののぼりなどがある。
店内には、買った商品をその場で飲食できるミニカウンターがある。
レジカウンター下には、渋蔵が狂咲雷蔵の芸名で出した演歌「俺の北斗七星」のポスターが貼ってある。まだ若く、髪が黒々としていた頃の渋蔵の姿が印刷されている。
高尾家の自宅でもあり、椿の部屋は2Fで、店の直上にある。店の出入口の上に椿の部屋のベランダがあり、商店街に面している。
白摘茶房（しろつめさぼう）
穂波の家が経営する喫茶店。瀟洒な洋館風の建物。春日デンキの隣にある。
榛名の手作り料理は人気が高く、モーニングやランチの時間帯は混雑する。
店名は「シロツメクサ」（クローバー）に由来している。店内はアットホームな雰囲気で人気。
ランチメニューは、斜め向かいの食事処・たがみと重複しないよう、洋食中心にしている。
奥の隅にある2人掛けのテーブルは、ある事情により穂波専用であり、一般客は穂波の許可なく腰を下ろすことはできない。
桂沢家の自宅でもあり、店の奥に洒落たリビングが、さらにその奥には穂波の部屋がある。
春日デンキ（かすがでんき）
尚樹が経営する電器店。商店街の南端、最も国道寄りにある。商店街のみならず、ゆのはな町内でも唯一の電器店。
レジの付近には、尚樹の趣味である軍艦のプラモデルが多数飾られている。奥との境に掛けられたのれんには「連合艦隊」と書かれている。
たがみ
春日デンキの向かいにある食事処。いわゆる大衆食堂で、和食と中華の庶民的なメニューはたいていある。
ラーメンを20杯食べるとタダになる。また、過去の大食い記録を破ると賞金が出て、さらに店に色紙を飾ることができる。約20年前、現店主の父親が41杯の記録を作り長く破られなかったが、ゆのはが42杯の記録を出して破った。ゆのは本人は、まだまだ食べられるようだった。
由真がバイトしているが、よくサボるわ怪しげな料理を作るわで、店主は困っている。
2Fは店主の自宅で、夜遅くまで店主が大音量でテレビを視ていることが多い。
ゆのは姫の祠（ゆのはひめのほこら）
町はずれの丘のふもと、国道沿いにある。
幼くして非業の死を遂げたゆのは姫の魂を慰めるため、由真の先祖が町を拓くのとほぼ同時に建立したものと伝えられている。
祠に比べて不釣り合いなほど大きな賽銭箱がある。その賽銭箱には、大きく「奉献」と書かれている。
拓也が事故で大破し、修理に必要な賽銭を貯めるまでの約1か月間、ゆのはの神力で元の姿のように見せかけていた。
ある事情により、ゆのは姫が亡くなった現場とは違う場所に建立されたらしい。
湯ノ花神社（ゆのはなじんじゃ）
商店街から見て川向こうにある神社。県内でも指折りの大きな神社で、正月には隣町の光川町からも初詣客が多数訪れる。この時は、ふだんは少ないバス便も大増発される。
やはり由真の先祖が建立したものだが、祠よりもかなり後の江戸時代の建立。重要文化財。大きな鳥居がある。
12月25日には、年に一度の鎮守祭が行われる。出店も多数出て、大いににぎわう。
ゆのは姫と依姫（よりひめ）を奉っていると伝えられるが、古くからの町民はゆのは姫にお参りするならここよりも祠に行くらしい。
ゆのはな公民館
商店街からは少し離れている。図書室や体育館があり、1月8日には卓球大会が開催される。
バブルの際の「ふるさと創生基金」を使って建てたらしく、小さな過疎の町には不釣り合いな、大変立派な設備を誇っている。
丘
町はずれにある。丘としては高め。
中腹には、炭焼き小屋がある。また、光川町からの延伸を目指しながら挫折した鉄道用のトンネルなどが残っている。
頂上には展望台があり、足元のゆのはな町全体はもちろん、光川町まで遠望できる。
ふもとには、ゆのは姫を奉る祠がある。

## スタッフ
- 企画・ディレクション：朝妻ユタカ
- シナリオ：丸谷秀人（わかば・椿シナリオ担当）、J・さいろー（穂波シナリオ担当）
- シナリオアシスト：十睡みちたか、椎原旬
- 原画・キャラクターデザイン：藤原々々
- SD原画：仁之丞
- BGM：ノーブランドサウンズ
- 主題歌：ツーファイブ

## 主題歌
オープニングテーマ「冬だより」
作詞：ドンマッコウ / 作曲・編曲：ジャンゴマン / 歌：原田ひとみ
エンディングテーマ「約束～resume～」
作詞：ドンマッコウ / 作曲・編曲：ジャンゴマン / 歌：原田ひとみ
イメージソング「満ちる季節〜vocal ver〜」
作詞：J・さいろー / 作曲・編曲：椎名治美 / 歌：原田ひとみ

## 関連商品
- ゆのはな ビジュアルファンブック 2005年6月30日発行（一迅社） ISBN 4-7580-1035-8
  - ゲームで使われたキャラクター関連のCGや販促で使われたCG、またラフ画などもカラーで収録。スタッフインタビューやシナリオ担当の2名それぞれによる書き下ろしショートストーリー2本や、初期企画書といった貴重な資料も収録。
  - 期間限定（2005年6月30日～9月末日）で、本書用描き下ろしイラストを使用した壁紙CGのダウンロードサービスが行われた（ゲーム同梱のシリアルコードと本書に記載のパスワードが必要）。
- 小説 ゆのはな 著者：前薗はるか 2005年7月25日発行（パラダイム） ISBN 4-8949-0762-3
  - わかばシナリオを小説化。イラストは、ゲームのCGが使われている。
- ドラマCD vol.1「ゆのはな町のいちばんながいひ。」 2005年7月9日発売 シナリオ:丸谷秀人
- ドラマCD vol.2「われらゆのはな振興委員会」 2005年8月12日発売（コミケ先行） シナリオ:J・さいろー
  - ドラマCD版の担当声優はゲーム版と同一であるが、ゲームではプレイヤーキャラクターのため声優が設定されなかった草津拓也にも、新たに声優（ヘルシー太郎）が設定された。

## その他
応援バナーキャンペーン
発売の約1か月半前の2005年2月6日から、発売の約1か月後の4月27日の間、開催された。
自分のサイトに、指定のバナーと「ゆのはな」サイトへの指定リンクを設置することで、ゆのはなファンとして無償での販促応援を行うものであった。バナーには固定のもののほか、発売までの日数をカウントダウンするものや、アクセスするたびに画像が変わるものもあった。
キャンペーンに参加し、かつPULLTOPへ連絡した者には、キャンペーン終了後に原画担当の藤原々々が描き下ろしたモノクロイラスト（ゆのは）を印刷したコピー色紙に、藤原々々の直筆サインが入れられたものがプレゼントされた。なお、このイラストはビジュアルファンブックに収録されている。
キャラクター人気投票「ゆのはな町最強王座決定戦」
発売後約半月経過後の2005年4月8日から4月25日までの約半月間、公式サイト上にてオンライン投票により開催された。
投票にはゲーム同梱のシリアルコードが必要で、1コードにつき1日1票のみ投票可能であった。
投票対象は、主人公を含む主要キャラクター10人。結果は、以下の通り。1位と2位がわずか1票差という大激戦であった。
第1位 - ゆのは 4,240票
第2位 - 桂沢穂波 4,239票
第3位 - 伊東わかば 883票
第4位 - 高尾椿 876票
第5位 - 宇奈月由真 364票
第6位 - 草津拓也 363票
第7位 - 桂沢榛名 123票
第8位 - 伊東みつ枝 117票
第8位 - 高尾渋蔵 117票
第10位 - 春日尚樹 109票
みごと第1位に輝いたゆのはは、描き下ろしカラーイラストを使用した特製抱き枕が製作された（イラストは表裏の2枚）。
なお、わずか1票差で第2位となった穂波は、ビジュアルファンブック読者対象サービスとして、描き下ろしカラーイラストを使用したバスタオルが製作された。
ゆのかにベルスターズ
しろくまベルスターズXmas Boxに、プレゼントディスク「ゆのかにベルスターズ」が添付された。「ゆのはな」と「遥かに仰ぎ、麗しの」のキャラクターたちが登場するアナザーストーリーで、後半は、ゆのはな町に配達に向かったしろくまベルスターズが、ゆのはの神の力で撃墜されてしまい騒ぎを起こすというもの。